# 亚利桑那州过渡地带

简化的亚利桑那州地理劃分。
盆地和山脉地带
过渡地带
科罗拉多高原地带

亚利桑那州过渡地带（英文：Arizona transition zone或Transition zone）是一個位於美國亚利桑那州中部，自東南延伸至西北的一個地帶，是由亚利桑那州东北部海拔高的科羅拉多高原過渡至亚利桑那州西南部海拔低的盆地和山脉地带。

## 概述
向亚利桑那州过渡地带的西北部移動，能过渡到加州、内华达州和犹他州境內的高海拔莫哈韦沙漠，該處的特殊物種為约书亚树。而过渡地带的西南方則是索诺兰沙漠和科罗拉多河下游河谷的所在地。另外，过渡地带的南方是中部與東部索诺兰沙漠，而索诺兰沙漠亦延伸至墨西哥境內的索諾拉州。亚利桑那州过渡地带亦含有莫戈利翁绝壁和延伸至新墨西哥州西部的怀特山脉。
在亚利桑那州生态区域部分，亚利桑那州过渡地带是美国环保局指定的III级生态区域山脉生态区域的主要部分。亚利桑那州过渡地带的兩個附近的子区域分別為科羅拉多大峽谷北部边缘的凯巴布高原和延伸至亚利桑那州东北部和新墨西哥州西北部的查斯加山脈连带山脈地區。

## 地理
亚利桑那州过渡地带的大部份地區都屬於位於弗拉格斯塔夫地區和旧金山火山区內的科科尼诺高原南部邊緣的莫戈利翁高原。莫戈利翁高原由西面的橡树溪峡谷延伸到東面，且在亚利桑那州中海拔最高的怀特山脉。

## 位於亚利桑那州过渡地带內的山脉列表
亚利桑那州过渡地带的地圖與上述地圖中的黃色地帶相同。

### 中央山脉
| - 布莱克山（格林利县） - 滴水泉山脉 - 石灰岩山丘 - 馬薩索山脉 | - 新河山脉 - 宽阔山脉 - 迷信山脉 - 尤塞里山脉 |

### 西部地区山脉
| - 宝瓶山脉 - 布莱克山（亞瓦派縣） - 布莱克山脈 - 布拉德肖山脉 - 戴溪山脉 - 象形山脉 - 杜松山脉 - 麦克劳德山脉 | - 麦罕山脉 - 布茲山脉 - （包含阿拉莫湖和阿吉拉谷） - 圣玛丽亚山脉 - 普列塔山脉 - 沙利文巴茨 - 兀鹫山脉 - 韦弗山脉 |

### 东部地区山脉
| - 大吕山脉 - 布莱克山（亞瓦派縣） - 黑杰克山脉 - 吉拉山脉 - 海耶斯山脉 - 龙舌兰山脉 - 纳坦尼山脉 | - 皮纳尔山脉 - 盐河山脉 - 圣特雷莎山脉 - 七里山脉 - 阿奎莱拉山脉 - 怀特山脉 |

## 圖片集

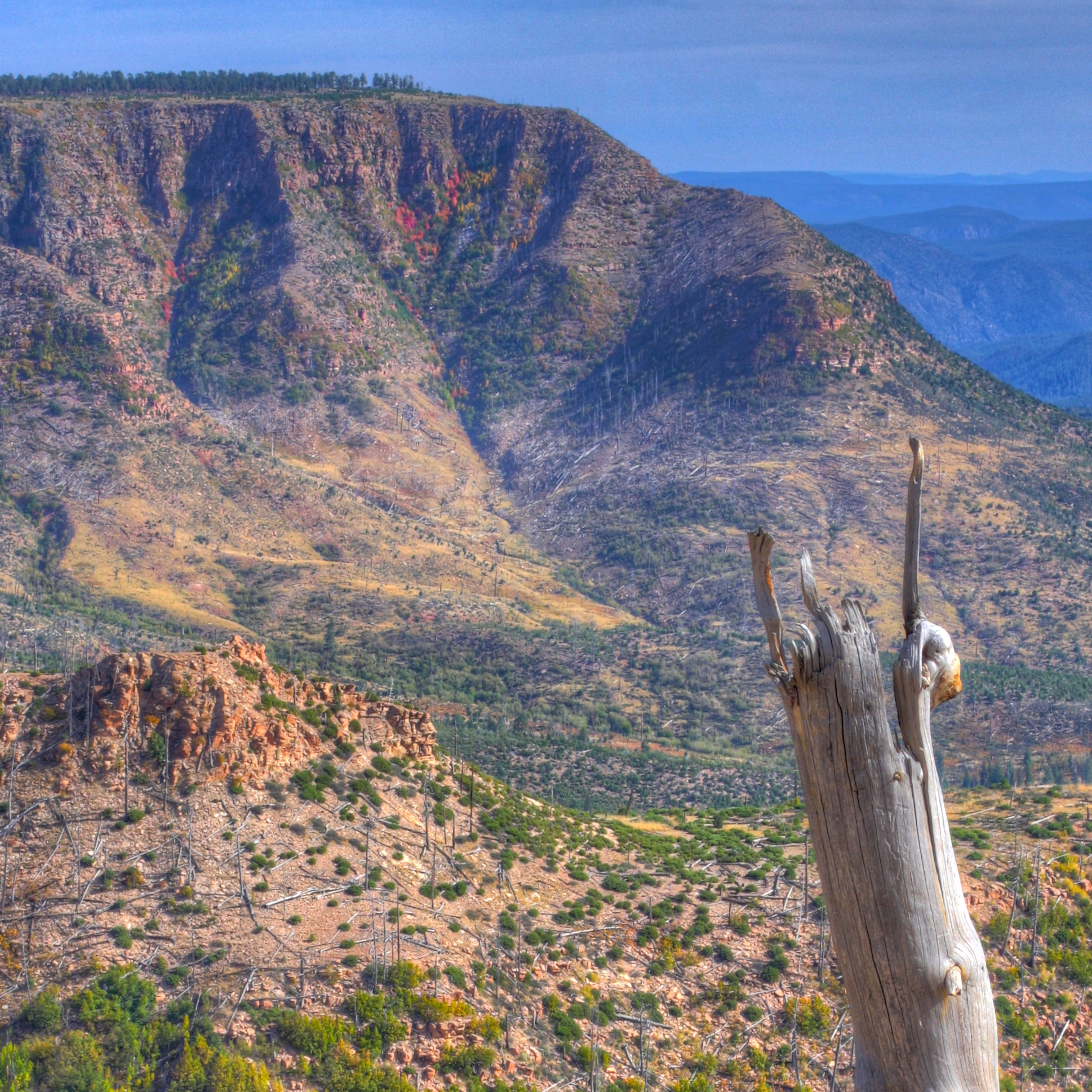
位於派恩的莫戈利翁绝壁的边缘。
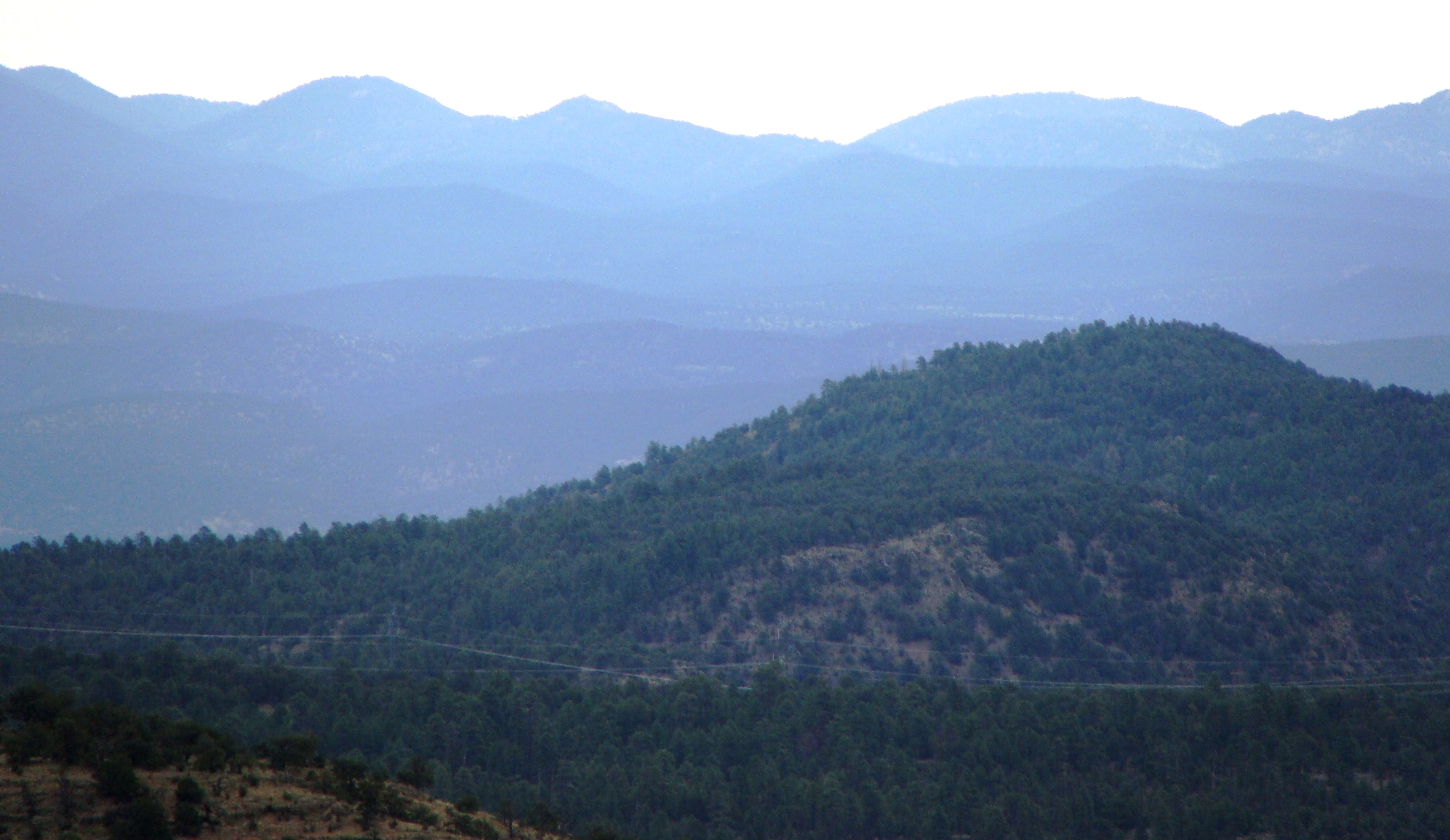
怀特山脉
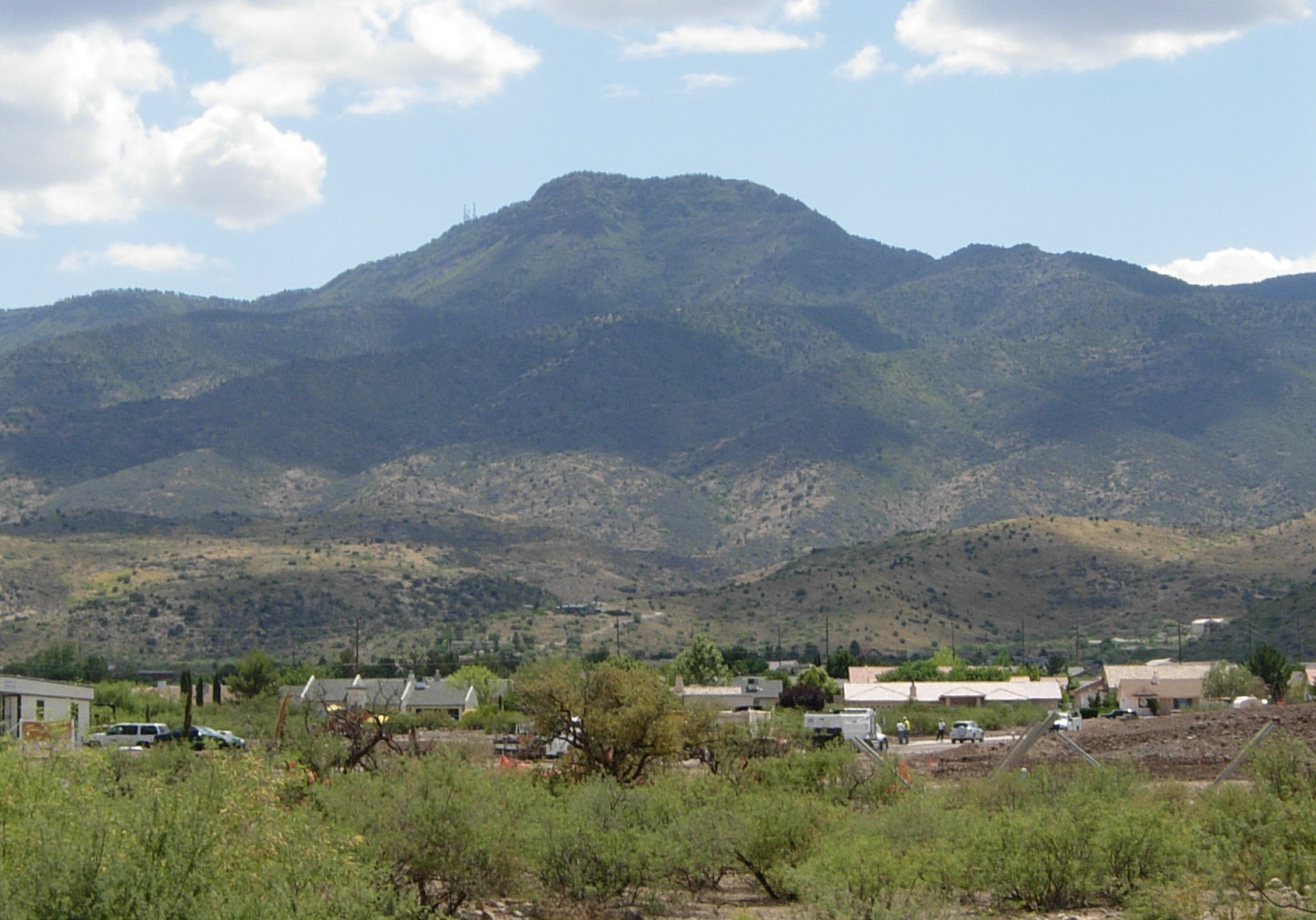
布萊克山
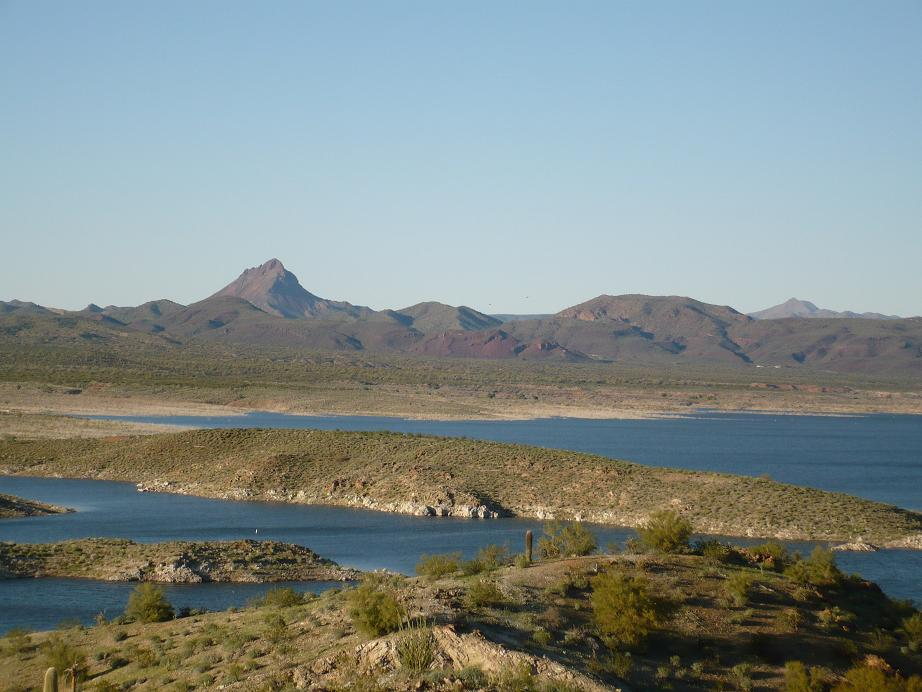
布茲山脈